# Reino de Gabu
```
   |-
       |
Erro:
:  
valor não especificado para "
nome_comum
"

   |-
       | 
Erro:
:  
valor não especificado para "
continente
"
```

O reino de Gabu (também conhecido por Kaabu, Ngabou ou N’Gabu) foi um reino mandinga que existiu entre 1537 e 1867, estendendo-se da região da Senegâmbia (mais especificamente a Casamansa, no Senegal, e o leste da Gâmbia) até o nordeste da Guiné-Bissau.
O reino deveu a sua ascensão na região graças à sua origens como antiga província do império do Mali. Após o declínio do Império do Mali, Gabu tornou-se num reino independente.
Mantinha capital em Cansalá, que actualmente corresponde a vila-secção de Camalija Durbali, no sector de Pirada, na Guiné-Bissau. As quatro principais cidades do império eram Canquelifá (Kankelefa), Gabunto (Kabintum), Cansalá (Kansala) e Samaracunda (Samakantentensuto). As três primeiras eram as principais cidades natais do clã dos mansas que governaram o reino de Gabu durante esse período.

## História

### Tincuru
Os mandingas chegaram à região da atual Guiné-Bissau por volta do ano 1200. Tiramacã Traoré, um dos generais de Sundiata Queita, conquistou a área, fundando muitas novas cidades e tornando Gabu um dos tincuru (ou províncias) ocidentais do Império do Mali, na década de 1230. No início do século XIV, grande parte da Guiné-Bissau estava sob o controle do Império do Mali e governada por um Farim Gabu (comandante de Gabu) leal ao mansa do Mali. Como em muitos lugares que viram migrações mandingas, grande parte da população nativa da Guiné-Bissau foi dominada ou assimilada, sendo os resistentes vendidos como escravos através das rotas comerciais transaarianas para compradores árabes. Embora os governantes de Gabu fossem mandingas, muitos de seus súditos eram de grupos étnicos que residiam na região antes da invasão mandinga. O mandinga tornou-se uma língua franca usada para o comércio.[carece de fontes?]

### Independência
Em meados do século XIV, o Mali viu um declínio acentuado devido às invasões dos mossis ao sul e ao crescimento do novo Império Songai. Durante o século XVI, o Mali perdeu muitas de suas províncias, reduzindo-o a não muito mais do que a zona original dos mandingas. As disputas de sucessão entre herdeiros do trono do Mali também enfraqueceram sua capacidade de manter até mesmo suas posses historicamente seguras no Senegal, Gâmbia e Guiné-Bissau. Livres da submissão imperial, essas terras se dividiram formando reinos independentes. O mais bem sucedido e duradouro deles foi Gabu, que se tornou independente em 1537. O governador de Gabu, Sama Koli, tornou-se o primeiro governante de um Gabu independente. Ele era descendente de Tiramacã Traoré.

### Consolidação e Apogeu
Expandindo-se a partir da zona de Mandé, no atual Mali, e parte da Guiné-Conacri, os governantes do Reino de Gabu acreditavam que seu direito de governar vinha de sua história como província imperial. Os reis do Gabu independente descartaram o título de Farim Gabu e assumiram o de Gabu Mansaba. Entre as províncias do império Gabu estavam incluídas — mas não se limitando a — Firdu, Pata, Camaco, Jimara, Patim Quibo, Patim Canjai, Cantora, Sedhiou, Pacane Mambura, Quiangue, Cudura, Nampaio, Cumpentou, Cussanar, Barra, Niumi, Pacana, etc..
Um dos reis de Gabu que obtiveram maior proeminência nesse período, de acordo com a tradição oral mandinga e fontes europeias do início do século XVIII, foi o mansaba Biram Mansaté (?-1705), o qual reinou entre os séculos XVII e XVIII, como se observa na anotação constante em um mapa elaborado por Jean Baptiste Bourguignon d'Anville, no qual ele era o "um monarca rico e poderoso que tinha estabelecido a ordem em seu estado".

### Declínio
De acordo com a tradição mandinga, Gabu existia e permaneceu invicto por oitocentos e sete anos. Foram 47 mansas em sucessões. O poder de Gabu começou a diminuir durante os séculos XVIII e XIX quando líderes islâmicos militantes entre o povo Fula, com a ajuda de alguns chefes sonincas e mandingas, se reuniram contra estados não-muçulmanos na região. Isso culminou em 1865 em uma jiade regional liderada pelo Imamato de Futa Jalom, conhecido como Turbã Quelo ou Guerra de Cansalá. Antes disso, Gabu havia repelido com sucesso em várias ocasiões vários exércitos no forte de Berecolongue. 
Foi devido ao declínio de Gabu e suas lutas internas que em 1867 Gabu foi sitiada por um exército liderado por Alfa Molo Balde, um general do Imamato de Futa Jalom. Após os onze dias da Batalha de Cansalá, o mansaba Janke Waali Sané (também chamado mansaba Dianke Walli) ordenou que as lojas de pólvora da cidade fossem incendiadas. A explosão resultante matou os defensores mandingas e muitos dos atacantes. Sem Cansalá, a hegemonia mandinga na região chegou ao fim. Os restos da capital imperial do Império Gabu, Cansalá, estavam sob o controle dos fulas até a dominação portuguesa do reino na virada do século XX.
A resistência em outros reinos independentes derivados de Gabu continuou a existir. Eles incluíam, mas não se limitavam a Niambá, Cantora, Berecolongue, Quiangue, Vuli, Sungue Cunda, Farabá, Berefete, etc., (principalmente hoje Gâmbia e partes da região sul do Senegal de Casamança); e outras áreas controladas por Nianco em "Sediu", Campento, Cossamar e muitas partes atualmente no Senegal, até a chegada dos colonialistas britânicos, portugueses e franceses na virada do século XX. Até o momento, a influência desses coringues e niancos está inserida nos tecidos socioculturais do Senegal, Gâmbia e Guiné-Bissau pós-independentes.

## Organização política
A organização política do reino de Gabu, apesar de seus laços com o Império do Mali, parece ter se estabelecido de forma diferente. O Mali existiu como uma federação de chefes tribais, e o governo operava com uma assembleia de nobres à qual o mansa era o grande responsável. Gabu, no entanto, foi estabelecido como um Estado militar. Portanto, não surpreende que o governo do reino fosse militarista. A classe dominante era composta por elites militares enriquecidas por escravos capturados na guerra. Esses nobres governantes eram divididos em dois conjuntos distintos de clãs: os coringues e os niancos. Os coringues eram subdivididos em saniangues e soncos, enquanto os niancos por manés e sanés. A composição militarista do Império de Gabu era composta por coringues liderados pela Casa Saniangue de Niamba, com lealdade natural e apoio primo da Casa Sonco de Berecolongue. A composição dos Conselhos Militares Coringues eram coletivos, constituindo e/ou agregando a composição de cinco bases de apoios tribais coringue do Império Gabu; e o nianco a duas bases de apoios tribal. Coletivamente, coringues e niancos detinham o poder no Estado.

## Cultura
A tradição oral mandinga afirma que Gabu foi o verdadeiro local de nascimento do instrumento musical Corá, dos mandês. Um Corá é construído a partir de uma grande cabaça cortada ao meio e coberta com pele de vaca para fazer um ressonador, e tem uma ponte entalhada como um alaúde ou violão. O som de um Corá se assemelha ao de uma harpa, mas com seu ressonador de cabaça foi classificado por etnomusicólogos como Roderick Knight como uma harpa-alaúde. O Corá era tradicionalmente usado pelos griôs como uma ferramenta para preservar a história, tradição antiga, para memorizar as genealogias das famílias patronais e cantar seus louvores, atuar como intermediários de conflitos entre as famílias e entreter. As suas origens remontam à época do Império do Mali e estão ligadas a Jali Mady Fouling Diabaté, filho de Bamba Diabaté. De acordo com os griôs, Mady visitou um lago local no qual foi informado de que residia um gênio que concedeu desejos. Ao conhecê-lo, Mady pediu que o gênio fizesse dele um novo instrumento que nenhum griô jamais possuía. O gênio aceitou, mas apenas sob a condição de que Mady soltasse sua irmã sob sua custódia. Após ser informada, a irmã concordou com o sacrifício, o gênio obedeceu e, portanto, o nascimento da lendária Corá. Além do testemunho oral, os historiadores propõem que os Corá surgiram com o apogeu dos chefes de guerra de Gabu, permitindo que a tradição se espalhasse por toda a área dos mandês até ser popularizada por Coriange Moussa Diabaté no século XIX.